# Dyera
Genre
Classification phylogénétique
Dyera est un genre de plantes à fleurs de la famille des Apocynaceae. Ce sont des arbres tropicaux.

## Liste d'espèces
Selon World Checklist of Selected Plant Families (WCSP) (9 mai 2010), le genre compte deux espèces :
- Dyera costulata  (Miq.) Hook.f., J. Linn. Soc. (1882)
- Dyera polyphylla  (Miq.) Steenis (1967)